# Liceo San Giuseppe Calasanzio

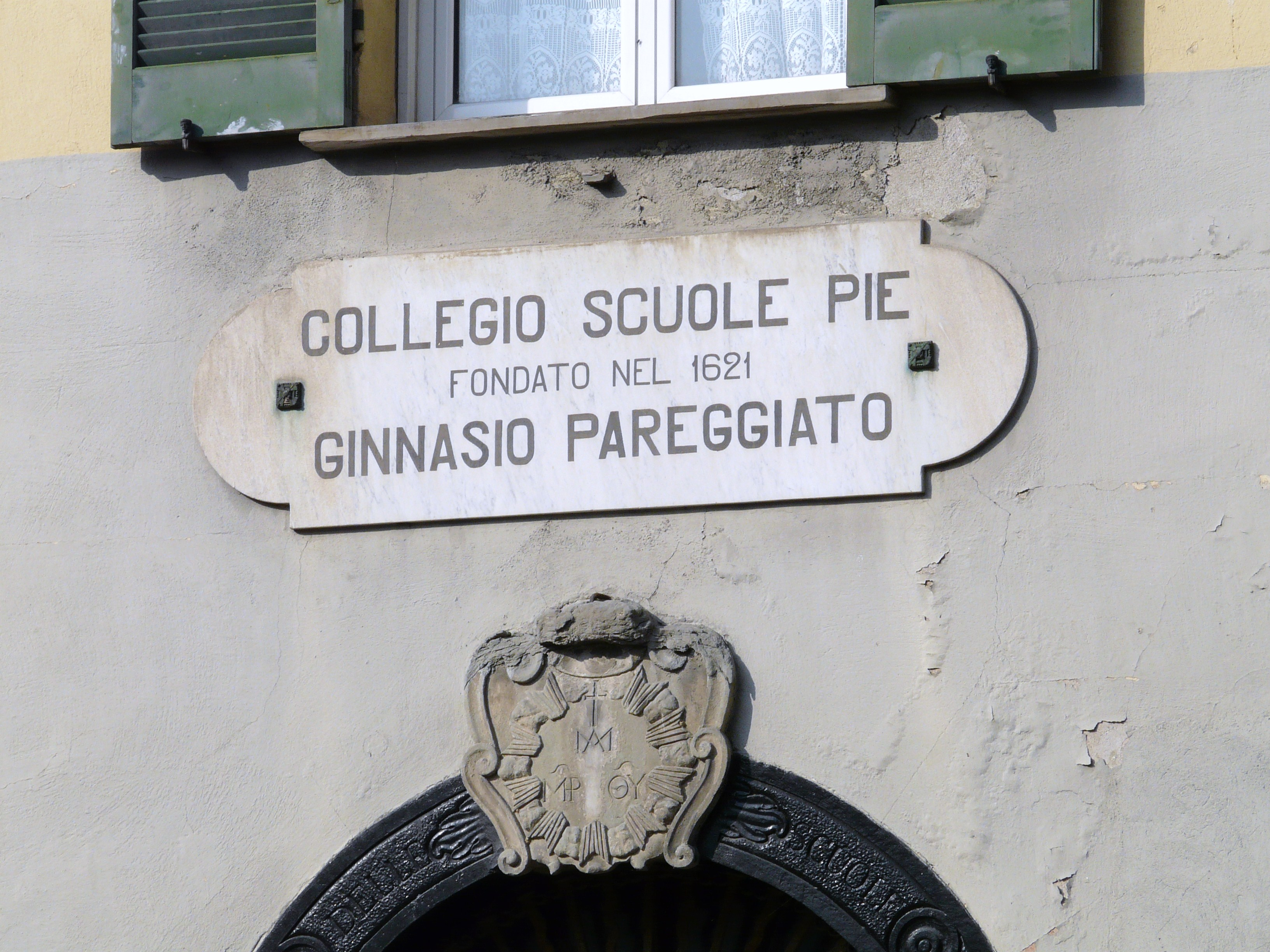
Targa del collegio delle Scuole Pie

Il liceo San Giuseppe Calasanzio è un istituto scolastico in via del Collegio a Carcare, in val Bormida, in provincia di Savona. Il complesso nel quale si trova, adiacente alla chiesa di Sant'Antonio Abate, ospita tre licei statali ad indirizzo classico, scientifico e linguistico.

## Storia
Fondato a Carcare dai padri Scolopi il 10 giugno 1621 il Collegio ebbe un periodo di splendore nel XIX secolo.
Nel 1812 contava 77 studenti e vi si insegnavano latino, francese, lettere, retorica, geografia, matematica e ginnastica. Negli anni del Risorgimento svolse un ruolo importante per la maturazione di molti patrioti quali Goffredo Mameli e Giuseppe Cesare Abba. Tra gli altri, il liceo ha formato otto componenti dei Mille di Garibaldi, dodici deputati, tre professori universitari, due ammiragli, due esploratori geografici e un cardinale. Il Collegio delle Scuole Pie divenne Liceo statale nel 1962 con gli indirizzi classico e scientifico, a cui si è aggiunto nel 2010 l'indirizzo linguistico.

## L'edificio
La struttura del complesso è rimasta pressoché la stessa sin dalla fondazione, lasciando spazio tuttavia a ristrutturazioni che hanno concesso, tra le altre cose, la realizzazione di una grande Aula Magna nel luogo dove si trovava una palestra. L'Aula Magna precedente è oggi adibita a sala conferenze e conserva affreschi ottocenteschi, al pari dell'atrio d'ingresso.

## Persone legate al liceo
- Goffredo Mameli (1827-1849), nativo di Genova, poeta e patriota italiano. Secondo alcune supposizioni scrisse nel collegio dei Padri Scolopi quello che poi sarebbe diventato l'Inno di Mameli.
- Giuseppe Cesare Abba (1838-1910), scrittore e patriota italiano.
- Annalisa (cantante), musicista italiana originaria di Carcare, ex-studentessa della sezione scientifica del liceo. Proprio nell'aula magna dell'Istituto Annalisa ha ricevuto nel 2018 il premio "Carcare Città Casalanziana" per meriti artistici[2].